# Arrondissement Nevers
Arrondissement Nevers (fr. Arrondissement de Nevers) je správní územní jednotka ležící v departementu Nièvre a regionu Burgundsko ve Francii. Člení se dále na 13 kantonů a 83 obce.

## Kantony
- Decize
- Dornes
- Guérigny
- Imphy
- La Machine
- Nevers-Centre
- Nevers-Est
- Nevers-Nord
- Nevers-Sud
- Pougues-les-Eaux
- Saint-Benin-d'Azy
- Saint-Pierre-le-Moûtier
- Saint-Saulge